# 德州細盲蛇
德州細盲蛇是蛇亞目細盲蛇科下的一個品種，主要分佈於美國西南部及墨西哥北部。目前德州細盲蛇下有三個亞種已被確認。

## 特徵
德州細盲蛇的外表就像身體閃耀的蚯蚓一般。牠們的體色偏向粉紅色及棕色，鱗片上泛著深邃的光澤；身體呈節狀分段，雙眼退化成兩個黑點，被頭部的鱗片所覆蓋，口部細小。一條成年的德州細盲蛇，體長僅有約20公分。

## 地理分佈
德州細盲蛇主要分佈於美國西南部及墨西哥北部。在美國，牠們主要出沒於堪薩斯州、奧克拉荷馬州西部，與及橫跨新墨西哥州及亞利桑那州的德克薩斯州中部地帶，因此被稱為德州細盲蛇。而在墨西哥北部，牠們則主要出現於奇瓦瓦州、科阿韋拉州、塔毛利帕斯州、新萊昂州、聖路易斯波托西州、韋拉克魯斯州、克雷塔羅州、伊達爾戈州及普埃布拉州。

## 習性
德州細盲蛇在大部分時間中都潛藏於鬆散的泥沙之中，只有在要覓食的時候，或當雨水滲透居住地時牠們才會走到地上。主要進食蟻類及白蟻。要觀察野生德州細盲蛇的生態習慣是相當困難的，因為牠們的生活風格非常神秘莫測。不過，跟其它德州本土物種一樣，火蟻的出現會嚴重影響德州細盲蛇的生活。
盲蛇通常都會在雨天出現，尤其是春季時份，有時會被誤認為蚯蚓。如果這時候盲蛇被抓起來的話，牠們會顯得忸怩不安，並會嘗試以尾巴末端戳向對方。這個動作是沒有攻擊性的，只是為了引開對方的注意力，以圖脫身而已。而牠們的嘴巴更是小得不可以對人類產生任何威脅。

## 亞種
| 亞種                         | 學名及命名者                                 | 異名                          | 地理分佈 |
| ---------------------------- | -------------------------------------------- | ----------------------------- | -------- |
| Rena dulcis supraorbicularis | Rena dulcis supraorbicularis W. Tanner, 1985 |                               |          |
| Rena dulcis dulcis           | Rena dulcis dulcis，Baird及Girard，1853      | Leptotyphlops dulcis dulcis   |          |
| Rena dulcis rubellum         | Rena dulcis rubellum ，Garman，1884          | Leptotyphlops dulcis myopicus |          |

## 備註
1. ↑  Hammerson, G.A., Frost, D.R. & Santos-Barrera, G. 2007. Rena dulcis. The IUCN Red List of Threatened Species 2007: e.T64057A12740793. https://dx.doi.org/10.2305/IUCN.UK.2007.RLTS.T64057A12740793.en. Downloaded on 25 July 2018.
2. 1 2  McDiarmid RW、Campbell JA、Touré T：《Snake Species of the World: A Taxonomic and Geographic Reference, vol. 1》頁511，Herpetologists' League，1999年。ISBN 1-893777-00-6
3. 1 2 3  . ITIS. 2007  [30 August, 2007].

## 外部連結
- （英文）TIGR爬蟲類資料庫：德州細盲蛇
- （英文）德州鈿盲蛇 （页面存档备份，存于）